# کوک‌تاس (استان قراغندی)
کوک‌تاس (انگلیسی: Koktas) یک شهرک در استان قراغندی کشور قزاقستان است.